# Rafael Meléndez
Rafael Meléndez – wenezuelski zapaśnik walczący w stylu wolnym. Zdobył brązowy medal na igrzyskach Ameryki Środkowej i Karaibów w 1982. Złoty medalista igrzysk boliwaryjskich w 1977, 1981 i srebrny w 1989 roku.